# واله‌مکس
واله‌مکس (انگلیسی: Valemax) به گروهی از کشتی‌های فله‌بر بزرگ (VLOC) گفته می‌شود که متعلق به شرکت معدنی برزیلی واله بوده یا توسط آن اجاره شده‌اند. این کشتی‌ها برای حمل سنگ آهن از برزیل به بنادر اروپا و آسیا طراحی شده‌اند. واله‌مکس با ظرفیت ۳۸۰٬۰۰۰ تا ۴۰۰٬۰۰۰ تن تناژ وزن مرده، با استانداردهای چاینامکس برای محدودیت‌های آبخور و تیر مطابقت دارد. این کشتی‌ها بزرگ‌ترین فله‌برهایی هستند که تاکنون از نظر ظرفیت وزن مرده یا طول کلی ساخته شده‌اند و جزو طولانی‌ترین کشتی‌های دنیا به‌شمار می‌روند.
اولین کشتی واله‌مکس، واله برزیل، در سال ۲۰۱۱ تحویل داده شد. انتظار می‌رفت که تمام ۳۵ کشتی سری اول تا سال ۲۰۱۳ به خدمت گرفته شوند، اما آخرین کشتی در سپتامبر ۲۰۱۶ تحویل داده شد. در اواخر ۲۰۱۵ و اوایل ۲۰۱۶، شرکت‌های کشتیرانی چینی ۳۰ کشتی دیگر برای تحویل در سال‌های ۲۰۱۸ تا ۲۰۲۰ سفارش دادند. سه کشتی اضافی نیز توسط یک شرکت ژاپنی سفارش داده شد که تعداد کل کشتی‌های واله‌مکس را تا سال ۲۰۲۰ به ۶۸ فروند رساند.

## نام‌گذاری
تمامی کشتی‌های Valemax، به‌جز کشتی‌هایی که توسط Berge Bulk مالکیت و اداره می‌شوند، در ابتدا نام‌هایی شامل واژه Vale و یک نام مکان داشتند. این مکان‌ها معمولاً با عملیات معدنی واله در برزیل یا مقصدهای احتمالی این کشتی‌ها مرتبط بودند. با این حال، هیچ‌کدام از ۳۵ کشتی اصلی Valemax نام اصلی خود را حفظ نکرده‌اند.
زمانی که واله قراردادی به ارزش ۵۰۰ میلیون دلار با شرکت کشتیرانی چینی Shandong Shipping برای بهره‌برداری از چهار کشتی Valemax امضا کرد، کشتی‌ها نام‌های جدیدی با پیشوند Shandong دریافت کردند. به‌طور مشابه، زمانی که چهار کشتی Valemax به China Ore Shipping فروخته شدند، نام‌هایی با پیشوند Yuan و پسوند Hai به آن‌ها داده شد. همچنین، چهار کشتی Valemax دیگر پس از فروش به China Merchants Energy Shipping نام‌هایی با پیشوند Pacific دریافت کردند.
علاوه بر این، تعدادی از کشتی‌های Valemax با جایگزینی واژه Vale با Ore یا Sea نام‌گذاری مجدد شدند، اما بخش دوم نام خود را حفظ کردند. کشتی‌های Vale Sohar, Vale Saham, Vale Liwa و Vale Shinas نیز به ترتیب به Sohar Max, Saham Max, Liwa Max و Shinas Max تغییر نام دادند.

## ساخت

### سری اول
در سال ۲۰۰۸، وله سفارش ساخت ۱۲ کشتی واله‌مکس با ظرفیت ۴۰۰٬۰۰۰ تن را به شرکت چینی Jiangsu Rongsheng Heavy Industries (RSHI) داد و در سال ۲۰۰۹، ۷ کشتی دیگر را از شرکت کشتی‌سازی و مهندسی دریایی دوو (DSME) در کره جنوبی سفارش داد. همچنین ۱۶ کشتی دیگر با اندازه مشابه از کشتی‌سازی‌های چینی و کره‌ای برای شرکت‌های دیگر سفارش داده شد که تحت قراردادهای بلندمدت به وله اجاره داده شدند. اولین کشتی در سال ۲۰۱۱ تحویل داده شد و آخرین کشتی در سال ۲۰۱۶.

#### صنایع سنگین جیانگ‌سو رونگشنگ

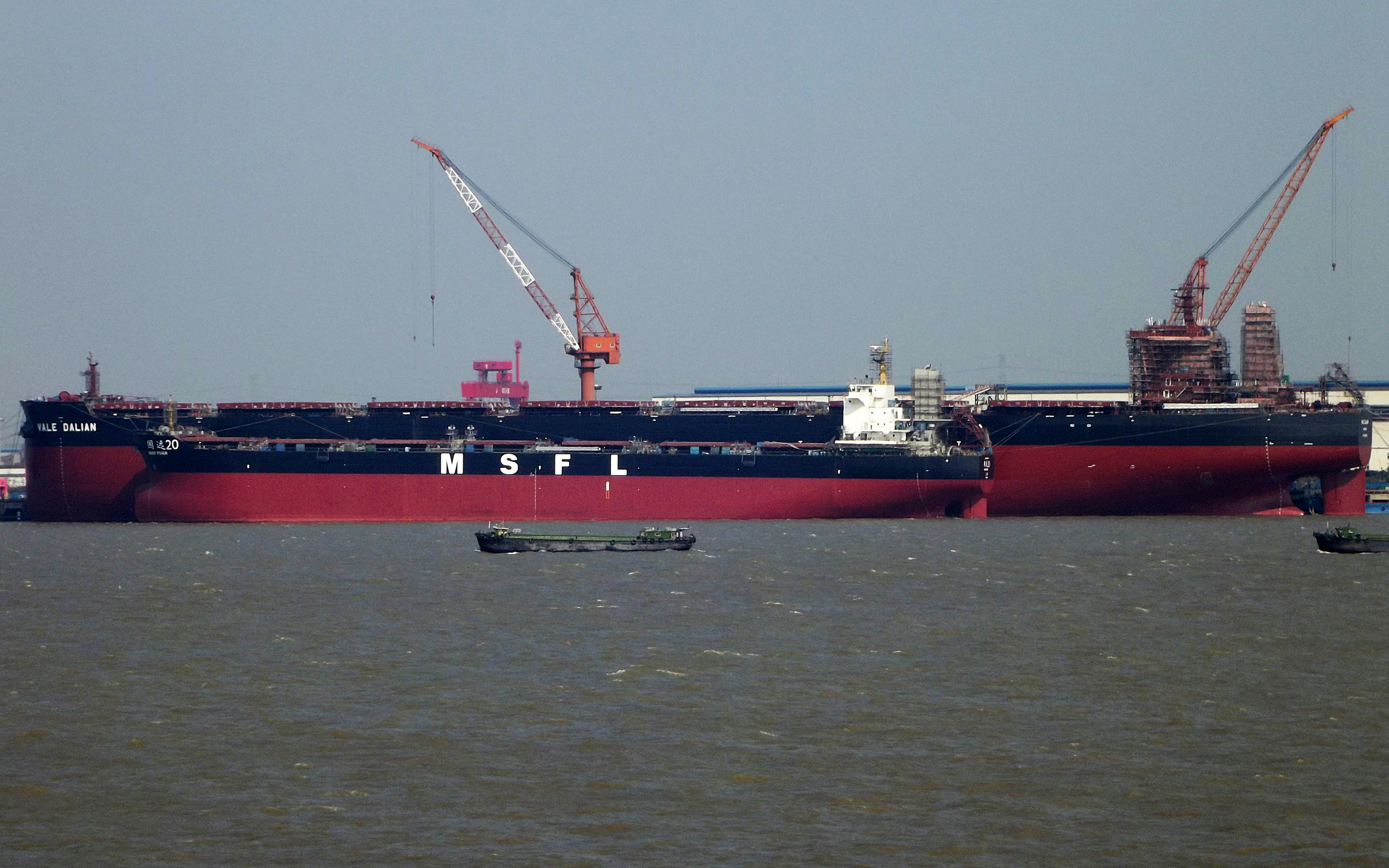
Vale Dalian با ظرفیت ۴۰۰٬۰۰۰ تن در کنار Guo Yan 20 با ظرفیت ۷۵٬۷۵۰ تن، که تفاوت اندازه بین یک کشتی واله‌مکس و یک کشتی پاناماگذر را نشان می‌دهد.

اولین کشتی‌های واله‌مکس در ۳ اوت ۲۰۰۸ سفارش داده شدند، زمانی که وله قراردادی با شرکت کشتی‌سازی چینی Jiangsu Rongsheng Heavy Industries (RSHI) برای ساخت ۱۲ کشتی فله‌بر ۴۰۰٬۰۰۰ تنی امضا کرد. توسعه این پروژه ظاهراً از سال ۲۰۰۷ آغاز شده بود. این قرارداد به ارزش ۱٫۶ میلیارد دلار، بزرگ‌ترین قرارداد کشتی‌سازی از نظر ظرفیت تناژ بود.
اولین کشتی ساخته‌شده توسط RSHI به نام واله چاینا، در ۹ ژوئیه ۲۰۱۱ در نانتانگ به آب انداخته شد و در ۲۵ نوامبر ۲۰۱۱ تحویل داده شد.

## واله‌مکس: سری دوم ساخت توسط RSHI
دومین کشتی واله‌مکس ساخته‌شده توسط RSHI برای وله، '''Vale Dongjiakou, در تاریخ ۹ آوریل ۲۰۱۲ تحویل داده شد. سومین کشتی، واله دالیان، در ۲۰ مه ۲۰۱۲، چهارمین کشتی، Vale Hebei, در ۲۸ سپتامبر، پنجمین کشتی، Vale Shandong, در ۷ دسامبر ۲۰۱۲، ششمین کشتی، Vale Jiangsu, در ۲۳ مارس ۲۰۱۳، هفتمین کشتی، Vale Caofeidian, در ۲۲ ژوئیه ۲۰۱۳، هشتمین کشتی، Vale Lianyungang, در ۲۲ نوامبر ۲۰۱۳، نهمین کشتی، Ore Majishan (که قبل از تحویل نامش تغییر یافت) در ۱۱ ژوئیه ۲۰۱۴، دهمین کشتی، Ore Tianjin (که قبل از تحویل نامش تغییر یافت) در ۱۸ اکتبر ۲۰۱۴، و یازدهمین کشتی، Ore Rizhao (که قبل از تحویل نامش تغییر یافت) در ۱۵ دسامبر ۲۰۱۴ تحویل داده شدند. دوازدهمین و آخرین کشتی واله‌مکس از سفارش اصلی وله، Ore Ningbo (که قبل از تحویل نامش تغییر یافت)، در ۲۳ ژانویه ۲۰۱۵ تحویل داده شد.

## قرارداد عمان برای کشتی‌های واله‌مکس
در ۲ نوامبر ۲۰۰۸، '''شرکت کشتیرانی عمان توافق‌نامه‌ای با RSHI برای ساخت چهار کشتی ۴۰۰٬۰۰۰ تنی به‌منظور حمل سنگ آهن از برزیل به بندر صُحار در عمان امضا کرد، جایی که وله قصد داشت یک کارخانه فولاد احداث کند. قرارداد ساخت این کشتی‌ها به ارزش ۴۸۳ میلیون دلار در ژوئیه ۲۰۰۹ امضا شد. نام این کشتی‌ها در ابتدا قرار بود Jazer, Yanqul, Al Kamil و Wafi باشد، اما در نهایت به Vale Liwa, Vale Sohar, Vale Shinas و Vale Saham تغییر یافت. مراسم برش فولاد برای دو کشتی اول در ۸ ژوئیه ۲۰۱۰ برگزار شد و آن‌ها در ۱۹ مارس ۲۰۱۲ به آب انداخته شدند.
Vale Liwa در اوت ۲۰۱۲، Vale Sohar در سپتامبر ۲۰۱۲، Vale Saham در ژانویه ۲۰۱۳، و Vale Shinas در مارس ۲۰۱۳ به بهره‌برداری رسیدند. گزارش‌ها حاکی از آن است که این کشتی‌ها پس از حادثه Vale Beijing تقویت‌های اضافی دریافت کرده‌اند.

## مشکلات تحویل کشتی‌ها توسط RSHI
توانایی RSHI در تحویل به‌موقع کشتی‌های سفارش‌داده‌شده توسط وله از همان ابتدا با تردیدهایی همراه بود. در می ۲۰۱۱ اعلام شد که تنها دو یا سه کشتی واله‌مکس از این کشتی‌سازی در سال ۲۰۱۱ تحویل داده خواهند شد، به‌جای شش کشتی برنامه‌ریزی‌شده، به دلیل تأخیر در ساخت. در نهایت، تنها یک کشتی (Vale China) تا پایان سال تحویل داده شد.

## کشتی‌سازی و مهندسی دریایی دوو (DSME)
در ۲۶ اکتبر ۲۰۰۹، شرکت وله چهار کشتی از کلاس Valemax را با هزینه ۴۶۰ میلیون دلار از کشتی‌سازی و مهندسی دریایی دوو (DSME) در کره جنوبی سفارش داد. در جولای ۲۰۱۰، سه کشتی دیگر از همین کلاس سفارش داده شد و تعداد کل سفارشات به هفت کشتی ۴۰۰٬۰۰۰ تنی رسید. با وجود دریافت سفارش دیرتر از کشتی‌سازی‌های چینی، DSME اولین کشتی از کلاس Valemax به نام Vale Brasil را در ۳۱ دسامبر ۲۰۱۰ به آب انداخت و در مارس ۲۰۱۱ تحویل داد.
Vale Brasil به دنبال آن، 'Vale Rio de Janeiro در ۲۲ سپتامبر ۲۰۱۱، Vale Italia در ۲۵ اکتبر ۲۰۱۱، Vale Malaysia در ۲۷ مارس ۲۰۱۲، Vale Carajas در ۲۹ می ۲۰۱۲، و Vale Minas Gerais در ۱۳ ژوئیه ۲۰۱۲ ساخته شد. آخرین کشتی Valemax ساخته DSME به نام Vale Korea در ۹ آوریل ۲۰۱۳ تحویل داده شد.

## کشتی‌سازی دریایی و ساحلی اس‌تی‌ایکس
علاوه بر کشتی‌هایی که وله برای خود سفارش داده بود، کشتی‌های مشابه دیگری برای شرکت‌های کشتیرانی دیگر ساخته شد و تحت قراردادهای بلندمدت به وله اجاره داده شد. هشت کشتی بزرگ سنگ‌آهن‌بر از کشتی‌سازی اس‌تی‌ایکس در جینهه کره جنوبی (STX Jinhae) و دالیان (چین) چین (STX Dalian) سفارش داده شد. شرکت STX Pan Ocean در سال ۲۰۰۹ یک قرارداد ۲۵ ساله با وله امضا کرد. وزن ناخالص کشتی‌های ساخته‌شده توسط STX، ۳۷۴٬۴۰۰ تن، کمی کمتر از کشتی‌های مشابه ساخته‌شده توسط DSME و RSHI است.
اولین کشتی ساخته‌شده توسط STX به نام 'Vale Beijing در ۲۷ سپتامبر ۲۰۱۱ توسط STX Jinhae تحویل داده شد. دومین کشتی، Vale Qingdao, در ۱۳ آوریل ۲۰۱۲، و کشتی‌های سوم و چهارم، Vale Espirito Santo و Vale Indonesia, توسط STX Dalian به ترتیب در ۱۷ سپتامبر و ۳۰ اکتبر ۲۰۱۲ تحویل داده شدند.

## کشتی‌سازی سنگین بوهای
در ۳۰ آوریل ۲۰۰۷، Berge Bulk قراردادی با شرکت چینی کشتی‌سازی سنگین بوهای برای ساخت چهار کشتی بزرگ سنگ‌آهن‌بر با وزن ناخالص ۳۸۸٬۰۰۰ تن امضا کرد. اولین کشتی، Berge Everest, در ۲۳ سپتامبر ۲۰۱۱ تحویل داده شد.
اگر سفارش واله برای ناوگان Valemax در سال ۲۰۰۸ داده نمی‌شد، این کشتی‌ها به بزرگ‌ترین کشتی‌های فله‌بر دنیا تبدیل می‌شدند و رکورد Berge Stahl متعلق به Berge Bulk را می‌شکستند. چهار کشتی این سری، اکنون توسط واله اجاره شده‌اند و علی‌رغم تفاوت‌های جزئی در طراحی و تاریخ قرارداد، به عنوان کشتی‌های Valemax شناخته می‌شوند.

### سری دوم
در مارس ۲۰۱۶ گزارش شد که سه شرکت چینی کوسکو، China Merchants Energy Shipping و بانک صنعتی و بازرگانی چین (ICBC) سفارش ساخت ۱۰ کشتی Valemax به هر یک از چهار کشتی‌سازی چینی با هزینه کل ۲٫۵ میلیارد دلار را داده‌اند. کشتی‌های سفارش داده‌شده توسط China Merchants Energy Shipping در Shanghai Waigaoqiao Shipbuilding (4 کشتی)، Qingdao Beihai Shipbuilding (4 کشتی)، و China Merchants Heavy Industry (2 کشتی) ساخته خواهند شد. شرکت China COSCO Shipping Corporation تمامی ده کشتی ۴۰۰٬۰۰۰ تنی خود را به Shanghai Waigaoqiao Shipbuilding سفارش داده است.
بانک ICBC اعلام کرد که شش کشتی توسط Yangzijian Shipbuilding و چهار کشتی دیگر توسط Qingdao Beihai Shipbuilding ساخته خواهند شد. اولین کشتی از این سری، Yuan He Hai, در ۱۱ ژانویه ۲۰۱۸ تحویل داده شد و آخرین کشتی از این سری، Yuan Qian Hai, در ژانویه ۲۰۲۰ تکمیل شد.
در دسامبر ۲۰۱۶، شرکت ژاپنی NS United یک کشتی فله‌بر بسیار بزرگ ۴۰۰٬۰۰۰ تنی از Japan Marine United سفارش داد. این کشتی که اولین کشتی Valemax ساخته‌شده در ژاپن بود، در دسامبر ۲۰۱۹ با نام NSU Carajas تحویل داده شد.

## پیشینه عملکرد

### کارنامه اولیه و ممنوعیت

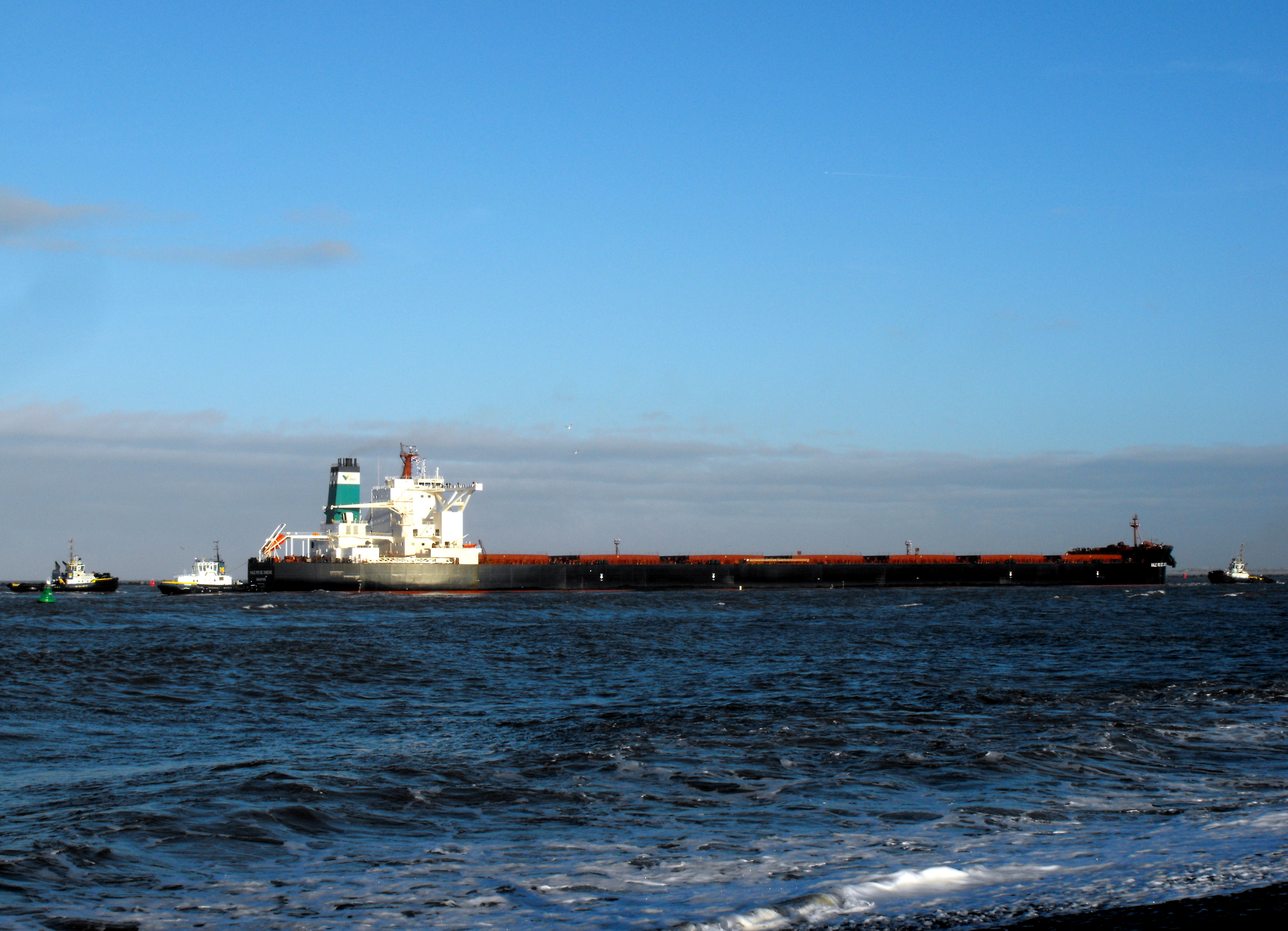
Vale Rio de Janeiro در حال ورود به روتردام، ژانویه ۲۰۱۲

در ۲۴ می ۲۰۱۱، Vale Brasil اولین بار بارگیری خود را با ۳۹۱٬۰۰۰ تن سنگ آهن از Terminal Marítimo de Ponta da Madeira انجام داد و مقصد آن دالیان در چین بود. با این حال، کشتی پس از رسیدن به دماغه امید نیک تغییر مسیر داد و به تارانتو، ایتالیا رفت.

### ممنوعیت ورود به بنادر چین
در ۳۱ ژانویه ۲۰۱۲، وزارت بازرگانی جمهوری خلق چین به‌طور رسمی ورود کشتی‌های فله‌بر با ظرفیت بیش از ۳۰۰٬۰۰۰ تن را به بنادر چینی ممنوع اعلام کرد تا از صنعت حمل‌ونقل داخلی محافظت کند. پیش از این تصمیم، تنها یکی از کشتی‌های بسیار بزرگ فله‌بر چارتر شده توسط واله، یعنی Berge Everest، توانسته بود محموله سنگ آهن برزیلی را در بندر دالیان تخلیه کند که این رویداد در ۲۸ دسامبر ۲۰۱۱ اتفاق افتاد. اما تصور می‌شد که این یک اشتباه اداری بوده، زیرا هیچ بندر چینی مجوز قانونی برای پذیرش کشتی‌های فله‌بر به این اندازه نداشت.
طبق اظهارات واله، مذاکرات برای اجازه ورود کشتی‌های Valemax به بنادر چین از زمان اعمال ممنوعیت ادامه داشت. مقامات چینی نیز به‌طور موقت با ساخت اسکله‌های جدید برای پذیرش کشتی‌های ۴۰۰٬۰۰۰ تنی موافقت کرده بودند.
طبق اعلام شرکت بندر نینگبو، ساخت تأسیسات جدید بندری به ۲ تا ۳ سال زمان نیاز داشت، که باعث تأخیر بیشتر برای واله می‌شد. در این مدت، واله به دلیل ممنوعیت ورود این کشتی‌ها به بنادر چین، ۲ تا ۳ دلار به ازای هر تن سنگ آهن زیان می‌کرد.
در ۱۵ آوریل ۲۰۱۳، کشتی Vale Malaysia به عنوان اولین کشتی ۴۰۰٬۰۰۰ تنی Valemax در بندر لیانیانگانگ چین پهلو گرفت. این کشتی که بخشی از محموله‌اش بارگیری شده بود، از مرکز انتقال واله در خلیج سوبیک فیلیپین حرکت کرده بود. اما در آن زمان، مقامات چینی هنوز ممنوعیت کشتی‌های Valemax با ظرفیت کامل را لغو نکرده بودند.
اولین کشتی Valemax که با ظرفیت کامل از سال ۲۰۱۲ وارد بندر چین شد، Shandong Da Ren بود که در ۲ اکتبر ۲۰۱۴ در بندر دونگجیاکو در چینگدائو پهلو گرفت. ممنوعیت به‌طور رسمی در ژوئیه ۲۰۱۵ لغو شد.

## فروش کشتی‌ها
در ابتدا، واله برنامه داشت ناوگانی متشکل از ۱۹ کشتی Valemax را برای خود نگهداری و مدیریت کند تا قیمت‌های متغیر چارتر کشتی‌های فله‌بر بزرگ را کنترل کند. این قیمت‌ها از ۲۳۳٬۹۸۸ دلار در روز در ژوئن ۲۰۰۸ به ۲٬۴۰۰ دلار در دسامبر همان سال کاهش یافت. با این حال، به دلیل رکود بزرگ مالی و امتناع بنادر چینی از پذیرش کشتی‌های با ظرفیت کامل، هیئت‌مدیره جدید تصمیم گرفت سرمایه را به فعالیت‌های معدنی اختصاص دهد. در نتیجه، واله تصمیم گرفت کشتی‌ها را بفروشد و تحت قراردادهای بلندمدت اجاره کند.
در سپتامبر ۲۰۱۴، واله توافقنامه‌ای برای همکاری راهبردی در حمل‌ونقل سنگ آهن با شرکت دولتی کوسکو امضا کرد.
در ماه مه ۲۰۱۵، چهار کشتی به شرکت China Ore Shipping Pte. Ltd، یک سرمایه‌گذاری مشترک بین کوسکو و کاسکو شیپینگ انرژی، به مبلغ ۴۴۵ میلیون دلار آمریکا فروخته شدند. این کشتی‌ها اولین کشتی‌های Valemax بودند که به‌طور رسمی تغییر مالکیت یافتند. در ادامه، چهار کشتی دیگر به شرکت China Merchants Energy Shipping فروخته شدند. در دسامبر ۲۰۱۵، واله اعلام کرد که ۱۱ کشتی باقی‌مانده Valemax متعلق به این شرکت معدنی فروخته خواهند شد و تحت قراردادهای اجاره بلندمدت از صاحبان جدید پس گرفته خواهند شد. گزارش‌ها حاکی از آن است که آخرین کشتی‌های Valemax در دسامبر ۲۰۱۷ فروخته شدند.

## حوادث

### شکست ساختاری در «واله بیجینگ»
در ۵ دسامبر ۲۰۱۱ گزارش شد که کشتی Vale Beijing، که توسط شرکت STX Pan Ocean اداره می‌شد، در اولین بارگیری محموله خود دچار آسیب ساختاری شده و در بندر پونتا دا مادیرا در برزیل در خطر غرق شدن قرار دارد. دلیل این خطر ورود آب دریا به مخازن تعادل آسیب‌دیده و انبارهای بار بود. این کشتی Valemax که در کره جنوبی ساخته شده بود و بخشی از ۲۶۰٬۰۰۰ تن سنگ آهن بارگیری کرده بود، روز بعد توسط یدک‌کش‌ها از اسکله شماره ۱ به بیرون منتقل شد. مقامات برزیلی برای جلوگیری از آسیب‌های زیست‌محیطی درخواست کردند که مخازن سوخت کشتی خالی شوند.
از آنجایی که در پونتا دا مادیرا امکاناتی برای تخلیه سنگ آهن از این کشتی وجود نداشت و همچنین هیچ کشتی‌سازی بزرگی در این منطقه نبود، تعمیرات اضطراری توسط غواصان انجام شد و بار کشتی بازتوزیع شد. سپس کشتی در نزدیکی ساحل لنگر انداخت تا قبل از انتقال به کشتی‌سازی تعمیر شود.
علت این آسیب توسط STX منتشر نشد، اما گمانه‌زنی‌هایی در مورد نقص‌های طراحی یا ساخت، خستگی مواد و بارگیری نادرست مطرح شد. طبق محاسبات انجام‌شده توسط DNV، این آسیب ناشی از مشکلات استحکام کلی یا بارگیری یکباره نبوده و احتمالاً به قدرت استحکام محلی در برخی نواحی چارچوب‌های داخلی مخازن تعادل در عقب کشتی مرتبط بوده است.
Vale Beijing تا ۱۹ فوریه ۲۰۱۲ در نزدیکی ساحل سائو لوئیس لنگر انداخت و سپس به عمان حرکت کرد. پس از تخلیه محموله در بندر صُحار، کشتی برای تعمیرات و بازرسی به کشتی‌سازی STX در جینهه کره جنوبی بازگشت. این کشتی در ۲۱ آوریل ۲۰۱۲ به کشتی‌سازی تحویل داده شد و در ژوئیه ۲۰۱۲ دوباره به سرویس بازگشت.
اگر Vale Beijing به جای انتقال به محل لنگرگاه در خارج از بندر پس از تشخیص نشت، در اسکله غرق می‌شد، این حادثه عملیات بندر را که حدود ۱۰ درصد تولید جهانی سنگ آهن را صادر می‌کند، به شدت به تأخیر می‌انداخت.
پس از حادثه Vale Beijing، انجمن مالکان کشتی‌های چین (CSA) ایمنی کشتی‌های ۴۰۰٬۰۰۰ تنی سنگ آهنی که توسط واله سفارش داده شده بودند را زیر سؤال برد. نگرانی اصلی CSA توانایی این کشتی‌های تازه‌ساخته شده برای مقاومت در برابر شرایط مختلف دریایی و آلودگی ناشی از نشت نفت سوخت در صورت بروز آسیب ساختاری بود. هر کشتی Valemax می‌تواند حدود ۱۰٬۰۰۰ تن سوخت نفتی حمل کند. در ژانویه ۲۰۱۲، چین به‌طور رسمی ورود این کشتی‌ها به بنادر خود را ممنوع کرد. با این حال، در آوریل ۲۰۱۳، انجمن کشتیرانی چین تأیید کرد که اولین کشتی Valemax اجازه پهلوگیری در بندر لیانیانگانگ در استان جیانگسو را دریافت کرده است. این ممنوعیت به‌طور رسمی در ژوئیه ۲۰۱۵ لغو شد، زیرا وزارت حمل‌ونقل چین و کمیسیون توسعه و اصلاحات ملی اعلام کردند که چهار بندر برای پذیرش کشتی‌های ۴۰۰٬۰۰۰ تنی باز خواهند شد.

## طراحی

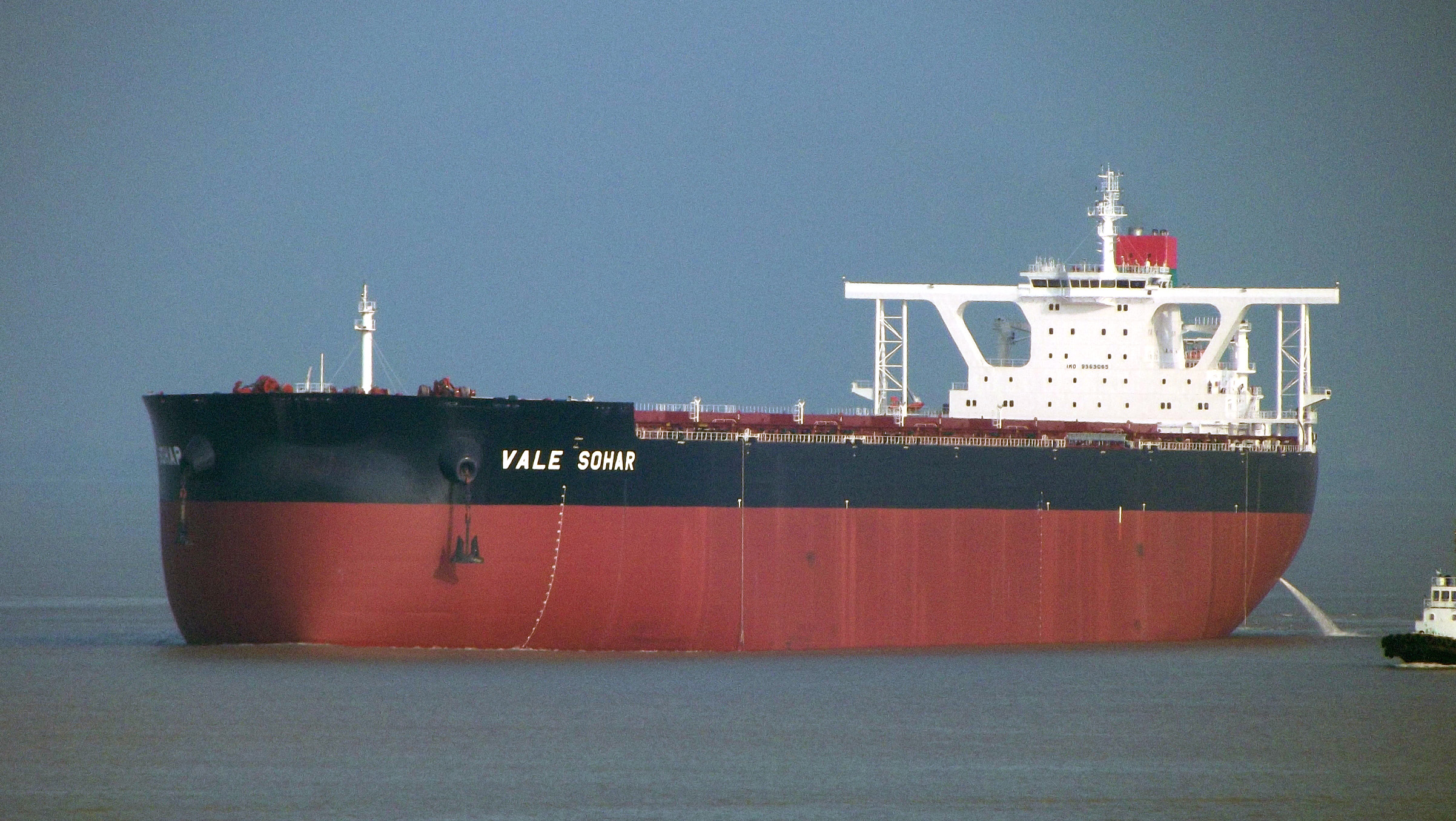
Vale Sohar، ساخته شده توسط Jiangsu Rongsheng Heavy Industries (RSHI)، در انتظار تحویل به شرکت حمل‌ونقل عمان در نانتانگ، چین، سپتامبر ۲۰۱۲. تفاوت‌های جزئی با Vale Rio de Janeiro ساخته شده در کره جنوبی را مشاهده کنید.

### ویژگی‌های عمومی
اگرچه از نظر اندازه مشابه هستند، تفاوت‌هایی در ابعاد اصلی، ظرفیت بار، ماشین‌آلات و ظاهر خارجی بین کشتی‌های Valemax ساخته شده در کره جنوبی، چین و ژاپن وجود دارد. در حالی که سری اول شامل ۳۵ کشتی متنوع‌تر بود، همه ۳۰ کشتی Valemax چینی ساخته شده در سری دوم بر اساس طراحی استاندارد SDARI 400OC توسط Shanghai Merchant Ship Design & Research Institute (SDARI) ساخته شده‌اند. اما سه کشتی ساخته شده در ژاپن نمایانگر طراحی استاندارد دیگری با نام G400OC هستند.
کشتی‌های Valemax دارای طولی بین ۳۶۰ تا ۳۶۲ متر (۱٬۱۸۱ تا ۱٬۱۸۸ فوت) هستند، که آن‌ها را به یکی از طولانی‌ترین کشتی‌های در حال خدمت تبدیل می‌کند. با حداکثر آبخور (شناور) بین ۲۲ و ۲۳ متر (۷۲ و ۷۵ فوت) هنگام بارگیری، این کشتی‌ها تنها به تعداد محدودی از بنادر عمیق در برزیل، اروپا و چین محدود می‌شوند. در حالت بالاست، کشتی‌ها حدود ۱۲ متر (۳۹ فوت) آبخور دارند. عرض کشتی‌های Valemax حدود ۶۵ متر (۲۱۳ فوت) است. اندازه این کشتی‌ها عمدتاً توسط بنادر چینی محدود شده و کشتی‌هایی با این اندازه معمولاً به عنوان چاینامکس شناخته می‌شوند.
بزرگ‌ترین کشتی‌های فله‌بر ساخته شده تا به حال، کشتی‌های Valemax دارای هفت انبار بار با حجم کل ناخالص تقریباً ۲۲۰٬۰۰۰ متر مکعب (۲۸۷٬۷۴۹ یارد مکعب) هستند. علاوه بر افزایش استحکام بدنه، توجه ویژه‌ای به بهبود سرعت و کارایی عملیات بارگیری و تخلیه شده است. هر انبار بار می‌تواند توسط یک بارگیری‌کننده کشتی در یک مرحله و با نرخ بارگیری ۱۳٬۵۰۰ تن در ساعت کاملاً پر شود و تقریباً به اندازه یک کشتی پاناماگذر کوچک سنگ آهن حمل کند. علاوه بر این، فضای داخل انبار بار که توسط کاس‌چنگ در هنگام تخلیه قابل دسترسی نیست و به عنوان «نقاط مرده» شناخته می‌شود، به حداقل رسیده است. با تناژ وزنی خالص حدود ۴۰۰٬۰۰۰ تن، یک کشتی Valemax کاملاً بارگیری شده می‌تواند به اندازه حدود ۱۱٬۱۵۰ کامیون سنگ آهن حمل کند که برای تولید فولاد برای سه پل گلدن گیت کافی است. گفته می‌شود ۳۵ کشتی اول Valemax در صورت انجام چهار سفر رفت و برگشت در سال می‌توانند حدود ۱۵٪ از صادرات سالانه سنگ آهن برزیل به تمامی مقاصد را حمل کنند.

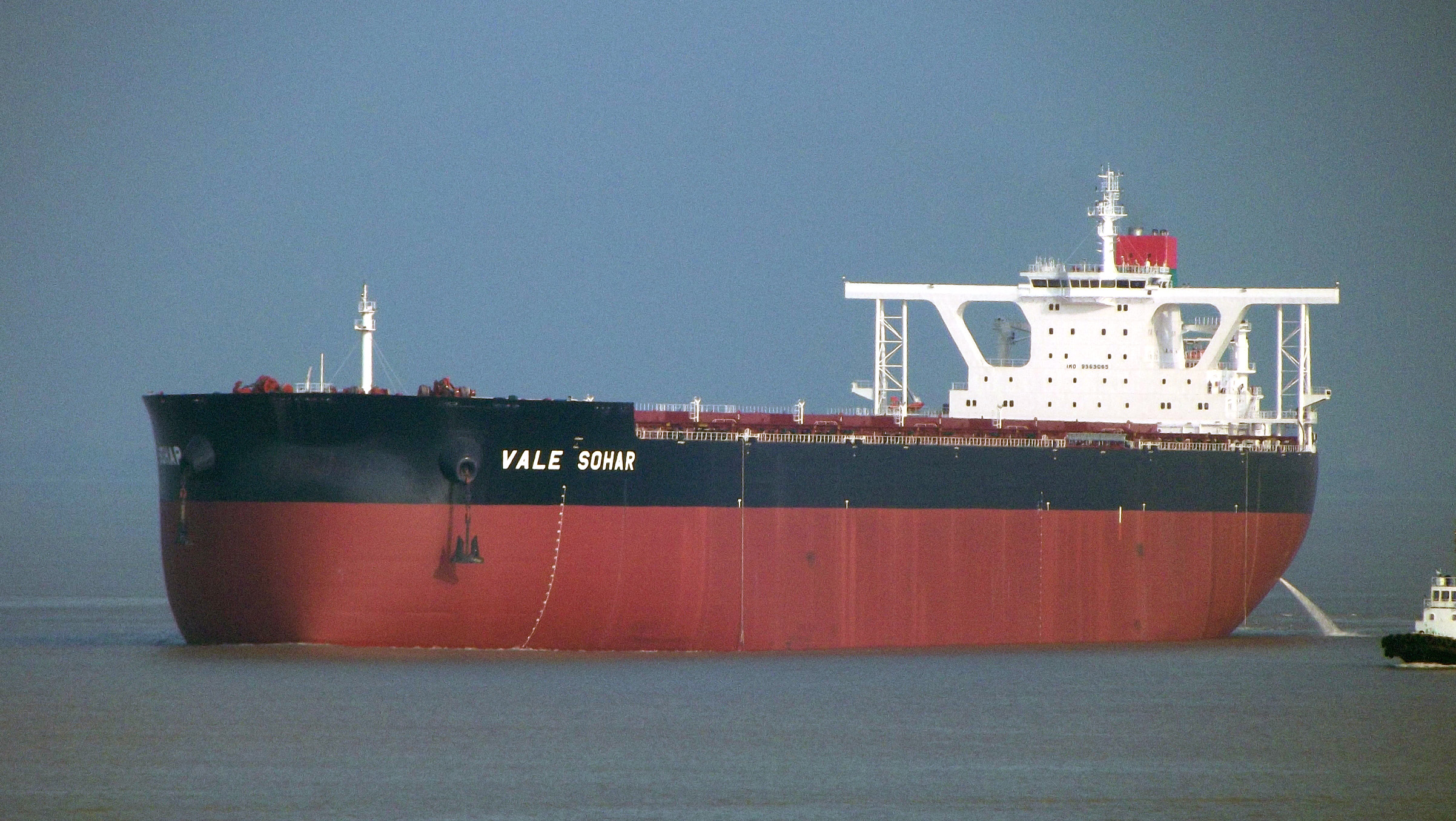
Vale Sohar، ساخته شده توسط Jiangsu Rongsheng Heavy Industries (RSHI)، در انتظار تحویل به شرکت حمل‌ونقل عمان در نانتانگ، چین، سپتامبر ۲۰۱۲. توجه کنید به تفاوت‌های جزئی با Vale Rio de Janeiro ساخته شده در کره جنوبی.

مانند اکثر کشتی‌های فله‌بر مدرن، کشتی‌های Valemax با یک موتور دیزل دو زمانه کم‌سرعت کراس‌هد که مستقیماً به یک پیش‌ران با گام ثابت متصل شده است، کار می‌کنند. کشتی‌های ساخته شده در DSME و STX در کره جنوبی از موتورهای ام‌آان دیزل 7S80ME-C8 و 7S80ME-C استفاده می‌کنند، در حالی که کشتی‌های ساخته شده در RSHI و Bohai Shipbuilding Heavy Industry دارای موتورهای وارتسیلا 7RT-flex82T و 7RT-flex84T هستند.
هر دو نوع موتور MAN و Wärtsilä توان خروجی حدود ۲۹٬۰۰۰ کیلووات (۳۹٬۰۰۰ اسب بخار) دارند و پروانه‌ای به قطر ۱۰ متر (۳۳ فوت) را با سرعت ۷۶ تا ۷۸ دور در دقیقه می‌چرخانند، که به کشتی‌ها سرعت خدماتی حدود ۱۵ گره (۲۸ کیلومتر بر ساعت؛ ۱۷ مایل بر ساعت) می‌دهد و تقریباً ۱۰۰ تن سوخت سنگین در روز می‌سوزاند.
به دلیل اندازه بزرگ کشتی‌ها، میزان انتشار گازهای گلخانه‌ای به ازای هر واحد اندازه‌گیری حمل‌ونقل بسیار کم است و در نتیجه، کشتی‌های Valemax در میان کارآمدترین کشتی‌های فله‌بر در مسافت‌های طولانی قرار دارند. بر اساس گزارش Vale، انتشار گازهای گلخانه‌ای به ازای هر تن بار حمل شده در این کشتی‌ها در مقایسه با کشتی‌های قدیمی‌تر ۳۵٪ کاهش یافته است.
در سری دوم، موتور اصلی به موتور کارآمدتر MAN B&W 7G80ME-C9 تغییر یافت که حدود ۳۳٬۰۰۰ کیلووات (۴۴٬۰۰۰ اسب بخار) توان خروجی در ۷۲ دور در دقیقه تولید می‌کند. کاهش ۱۵٪ تا ۲۰٪ در انتشار دی‌اکسیدکربن نیز گزارش شده است.
کشتی‌های ساخته شده در ژاپن دارای موتورهای 7RT-flex82T با توان ۲۴٬۶۰۰ کیلووات (۳۳٬۰۰۰ اسب بخار) و سرعت ۷۴ دور در دقیقه هستند که کمی کمتر از نمونه‌های ساخته شده در کره جنوبی یا چین است.

### رکورد اندازه

Vale Brasil در مقایسه با دیگر کشتی‌های رکورددار اخیر.

این کشتی‌های جدید به‌طور قابل‌توجهی بزرگ‌تر از رکورددار قبلی، Berge Stahl با تناژ ۳۶۴٬۷۶۷ تن، هستند که از زمان ساخت در سال ۱۹۸۶ بزرگ‌ترین کشتی فله‌بر جهان بود. اگرچه آبخور این کشتی قدیمی مشابه کشتی‌های Valemax یعنی ۲۳ متر (۷۵ فوت) است، کشتی‌های جدید ۲۰ متر (۶۶ فوت) طولانی‌تر و ۱٫۵ متر (۴٫۹ فوت) عریض‌تر هستند و می‌توانند حدود ۱۰٪ بار بیشتری حمل کنند.
کشتی‌های Valemax همچنین از نظر تناژ وزنی خالص دومین کشتی بزرگ در حال خدمت هستند، که تنها توسط کشتی نفت‌کش کلاس تی‌آی با تناژ وزنی بیش از ۴۴۰٬۰۰۰ تن پیشی گرفته‌اند. آن‌ها هنوز از بزرگ‌ترین کشتی ساخته شده در تاریخ، سی‌وایز بزرگ (که در تصویر به عنوان Knock Nevis مشخص شده است)، فاصله دارند. این کشتی که در سال ۱۹۷۹ ساخته و در سال ۲۰۰۹ اوراق شد، طولی معادل ۴۵۸٫۴۶ متر (۱٬۵۰۴٫۱ فوت) و تناژ وزنی خالص ۵۶۴٬۶۵۰ تن داشت. Valemax همچنین از کشتی کانتینری Barzan، که ۴۰۰ متر (۱٬۳۱۲ فوت) طول دارد، طولانی‌تر نیست.

## انتقادات
تصمیم Vale برای ساخت ناوگانی از کشتی‌های فله‌بر ۴۰۰٬۰۰۰ تنی با انتقادات گسترده‌ای از سوی شرکت‌های حمل‌ونقل دیگر روبرو شد. این کشتی‌های جدید که انتظار می‌رفت هزینه‌های حمل‌ونقل این شرکت را بین ۲۰ تا ۲۵ درصد کاهش دهند، به کاهش نرخ کرایه حمل در کل صنعت متهم شدند، بازاری که پیش از این نیز به دلیل عرضه بیش از حد دچار رکود شده بود، و بهبود کسب‌وکار حمل‌ونقل را پس از رکود بزرگ مالی مختل کردند. نرخ کرایه حمل، که از سال ۲۰۰۸ تا ۸۰٪ کاهش یافته بود، پیش‌بینی می‌شد به سطح سال ۱۹۷۷ کاهش یابد.
طبق گفته مدیرعامل BIMCO، کشتی‌های Valemax می‌توانند تا ۱۶۸ کشتی فله‌بر کیپ‌سایز با ظرفیت ۱۵۰٬۰۰۰ تا ۱۸۰٬۰۰۰ تن، حدود ۱۵٪ از ناوگان موجود، را از مسیرهای طولانی به مسیرهای کوتاه‌تر و کم‌سودتر جابجا کنند.
واله در پاسخ به این انتقادات اظهار داشت که هدف شرکت کاهش دائمی هزینه‌های حمل‌ونقل فله خشک در مسیر اقیانوس اطلس-اقیانوس آرام است تا سنگ آهن برزیل در برابر سنگ آهن تولید شده در استرالیا، که به مشتریان اصلی آسیا نزدیک‌تر است، رقابتی‌تر شود.

### به گل نشستن «واله ایندونزیا»
در ۷ سپتامبر ۲۰۱۳، کشتی Vale Indonesia در یک شنزار حدود ۴۰ مایل دریایی (۷۴ کیلومتر؛ ۴۶ مایل) شمال سائو لوئیس، مارانهاو به گل نشست. این کشتی که توسط شرکت STX Pan Ocean اداره می‌شد، کاملاً بارگیری شده و حاوی ۳۹۰٬۰۰۰ تن سنگ آهن بود که به سمت مرکز انتقال واله در Subic Bay حرکت می‌کرد. گزارش‌ها حاکی از آن بود که دو مخزن تعادل دچار آسیب شده‌اند، اما هیچ جراحتی یا آلودگی گزارش نشده و کشتی در خطر غرق شدن قرار نداشت.

### برخورد ان‌اس‌یو کاراخاس
در ۲۸ نوامبر ۲۰۲۰، کشتی NSU Carajas هنگام ورود به پایانه پونتا دا مادیرا در برزیل، با دو کشتی فله‌بر با پرچم لیبریا، Star Janni و Korona D، که قبلاً در اسکله پهلو گرفته بودند، برخورد کرد. در این حادثه هیچ‌کدام از خدمه یا کارکنان پایانه آسیب ندیدند، اما کشتی‌ها دچار آسیب ساختاری شدند و برای بازرسی به منطقه لنگرگاه خارج از بندر منتقل شدند.

## مخالفت‌ها
شرکت Vale همچنین با مخالفت‌هایی از سوی انجمن مالکان کشتی چین (CSA) روبه‌رو شد. این انجمن ادعا کرد که شرکت معدن‌کاری برزیلی در تلاش است تا مانند کنترل قیمت سنگ‌آهن، بازار حمل‌ونقل را نیز به انحصار خود درآورد. در گذشته، بنادر چین به دلایل ایمنی و محیط‌زیستی اجازه افزایش ظرفیت خود به بیش از ۳۰۰٬۰۰۰ تن برای کشتی‌های فله‌بر خشک را نداشتند. اگر کشتی‌های ۴۰۰٬۰۰۰ تنی Valemax اجازه ورود به بنادر چین را پیدا کنند، انحصار Vale در این مسیر ممکن است به ضرر دیگر شرکت‌های حمل‌ونقل فعال در زمینه کشتی‌های فله‌بر کیپ‌سایز منجر شود.
هنگامی که Vale Brasil در نخستین سفر خود به ایتالیا منتقل شد، گمانه‌زنی‌هایی مبنی بر فشار صنعت فولاد داخلی چین به مقامات این کشور برای محافظت از منافع تجاری‌شان مطرح شد. با این حال، Vale همچنین حمایت‌هایی از سوی شرکت‌های فولادسازی چین دریافت کرد، زیرا آن‌ها از کاهش هزینه‌های حمل‌ونقل بهره‌مند می‌شوند.
به عنوان یک اقدام پیشگیرانه در برابر ممنوعیت طولانی‌مدت ورود کشتی‌های Valemax به بنادر چین، Vale شروع به ساخت هاب‌های انتقال بار در خشکی و دریا کرد، جایی که سنگ‌آهن می‌تواند برای تحویل نهایی به کشتی‌های کوچک‌تر بارگیری شود. کشتی Ore Fabrica، یک نفت‌کش ۲۸۰٬۰۰۰ DWT که در چین تبدیل شده بود، اواخر ژانویه ۲۰۱۲ به خلیج سوبیک، فیلیپین، رسید.
کشتی انتقال بار دوم، Ore Sossego، در سال ۲۰۱۳ وارد خدمت شد.
این طرح پشتیبان توسط معاون رئیس اجرایی CSA، ژانگ شوگو، مورد انتقاد قرار گرفت. او این برنامه را «هدر دادن منابع» توصیف کرد و توانایی Vale در مدیریت ناوگان خود را به اندازه شرکت‌های حرفه‌ای حمل‌ونقل زیر سؤال برد.
عملیات انتقال بار در سال ۲۰۱۷ پایان یافت و هر دو کشتی Ore Fabrica و Ore Sossego اوراق شدند.
در ماه مه ۲۰۱۲، بزرگ‌ترین اپراتور چینی کشتی‌های فله‌بر خشک، شرکت دولتی China Ocean Shipping (Group) Company (COSCO)، ادعا کرد که Vale از ماه مارس استفاده از کشتی‌های این شرکت را به عنوان اعتراضی به ممنوعیت ورود کشتی‌های Valemax به بنادر چین متوقف کرده است. Vale از اظهار نظر در این باره خودداری کرد.
لوئیس ایناسیو لولا دا سیلوا، رئیس‌جمهور پیشین برزیل، نیز به‌طور علنی از مدیرعامل سابق Vale، روگر آگنلی، به دلیل سفارش کشتی‌ها از کشتی‌سازی‌های آسیایی به جای ساخت آن‌ها در برزیل انتقاد کرد. دا سیلوا تلاش می‌کرد صنعت کشتی‌سازی در برزیل را برای ایجاد مشاغل بیشتر و افزایش تقاضای داخلی برای فولاد و محصولات دیگر احیا کند. آگنلی که در پی ادامه انتقادات سمت خود را ترک کرد، پاسخ داد که کشتی‌سازی‌های برزیلی توانایی ساخت چنین کشتی‌هایی را نداشتند و افزود که Vale در سال‌های گذشته ۵۱ کشتی را از کشتی‌سازی‌های برزیل سفارش داده است.